# Buzuki
A buzuki (görög: μπουζούκι) görög húros, pengetős hangszer, a hosszú nyakú lantfélék családjába tartozik. Fémhúros, hagyományosan három vagy négy húrpárja van, fogólapja bundozott, pengetővel szólaltatják meg.
A szabályos hangolása dd'–aa–d'd' illetve cc'–ff'–aa–d'd', de használnak egyedi hangolásokat is.
A hangszer hátulja gömbölyű, szelvényezett felépítésű, a lantokhoz, a nápolyi mandolinhoz hasonló. A buzuki fedőlapját általában gyöngyházberakásokkal díszítik. Dupla húrpárjai közül az alsó kettő oktávra, a többi uniszónóra van hangolva. A hangosításához újabban elektromos hangszedőt használnak.
A buzukinak léteznek kisebb változatai is. A dzurasz (τζουράς) és a baglamasz (μπαγλαμάς) a három húrpáros buzuki kicsinyített változatai. A dzurasznak még csengőbb hangja van, és általában dallamot játszanak rajta, míg a baglamasz inkább kísérőhangszer.

## Története
Az ókori Görögországban létezett egy háromhúros hangszer, a pandura (panduris, pandurion, trichordosz), melyet az első ismert bundozott hangszerként tartanak számon.
A buzuki eredetéről alapvetően kétféle elmélet van. Az egyik szerint a fent említett ógörög hangszer leszármazottja, a másik szerint viszont a török sazé. A pandura Bizánci időszakban használt változatát tamburas-nak hívták, ami nagyon hasonlít a mai török tambur-ra. A török saz és a libanoni buzuq szintén a buzuki családjába sorolható hosszú nyakú lantok. A saz közepes változatát törökül „buzouk saz”-nak hívják. A buzouk szó törökül töröttet, nem működőt, módosítottat jelent, de ebben az értelemben inkább vagy a hangszer méretére utal, vagy az egyik török skálára, a „bozouk düzeni”-re.
Az 1919-22 közötti kis-ázsiai görög-török háború kapcsán a törökországi görög menekültek magukkal hozták különleges keleties zenei kultúrájukat, ennek hatására készültek el az első három húrpáros buzukik. A hangszer egyre inkább elvált a görög népzenei hangszerektől, 1935-ben alapították az első rembétikozenekart, melynek szólistája Márkosz Vamvakárisz (Μάρκος Βαμβακάρης) volt.

## Változatai
A három húrpáros buzuki (tríhordo, τρίχορδο) az 1920-as évek jellegzetes görög zenéjének, a rembétikónak (ρεμπέτικο) volt a fő hangszere. Hangolása dd'–aa–d'd'.
Az 1940-es évek elején készítették el az első négy húrpáros buzukit (tetráhordo, τετράχορδο), melyet Manólisz Hiótisz (Μανώλης Χιώτης) buzuki-virtuóz tett országszerte ismertté. A négy húrpár hangolása a gitáréra hasonlít, a három húrpároshoz képest a legtöbb hangnemben kényelmesebb, gyorsabb skálázást tesz lehetővé, így hamar kiszorította a trichordot. Hangolása cc'–ff'–aa–d'd'.

## Ismertebb buzukis zeneszerzők
- Anésztosz Deliász (Ανέστος Δελιάς, 1912–1944)
- Apósztolosz Hadzihrísztosz (Απόστολος Χατζηχρήστος, 1901–1959)
- Apósztolosz Kaldárasz (Απόστολος Καλδάρας, 1922–1990)
- Bábisz Golész (Μπάμπης Γκολές)
- Dimítrisz Gógosz vagy Bajandérász (Δημήτρης Γκόγκος ή Μπαγιαντέρας, 1903–1985)
- Hrísztosz Nikolópulosz (Χρήστος Νικολόπουλος, 1947–)
- Jánisz Papaioánnu (Γιάννης Παπαϊωάννου, 1914–1953)
- Jórgosz Bátisz (Γιώργος Μπάτης 1885–1967)
- Jórgosz Micákisz (Γιώργος Μητσάκης, 1921–1993)
- Jórgosz Zabétasz (Γιώργος Ζαμπέτας, 1925–1992)
- Manólisz Hiótisz (Μανώλης Χιώτης, 1921–1970)
- Márkosz Vamvakárisz (Μάρκος Βαμβακάρης, 1905–1972)
- Vaszílisz Cicánisz (Βασίλης Τσιτσάνης, 1915–1984)